# Markus ”Knappen” Johansson
Markus Johansson är en svensk programledare och underhållare, bosatt i Stockholm, som inledde sin karriär på radiostationen NRJ i mitten av 2000-talet.
Utbildad i kommersiell radio vid radioakademin i Båstad. Efter en tid som praktikant under smeknamnet Pryoknappen anställdes han och agerade under namnet Knappen. Som pryo arbetade Johansson som webmaster för MTG Radios webbplatser.
Från den 3 mars 2008-november till december 2012 sände han NRJ Morgon med Knappen & Hakim (radioprogram) tillsammans med Hakim Transby. Efter detta fortsatte Johansson sin karriär inom MTG Radio och har bland annat hörts på RIX FM.

## Framträdanden
Tillsammans med radiokollegan Hakim Transby brukar han synas på events runt om i landet. Några uppmärksammade uppträdanden är:
- Förband/förspelning till Rihanna
- Förhand/förspelning till Britney Spears
- NRJ in the park 2009/2010/2011
- Värd på Twilight fan event, Hovet 2011